# Gancho (baloncesto)

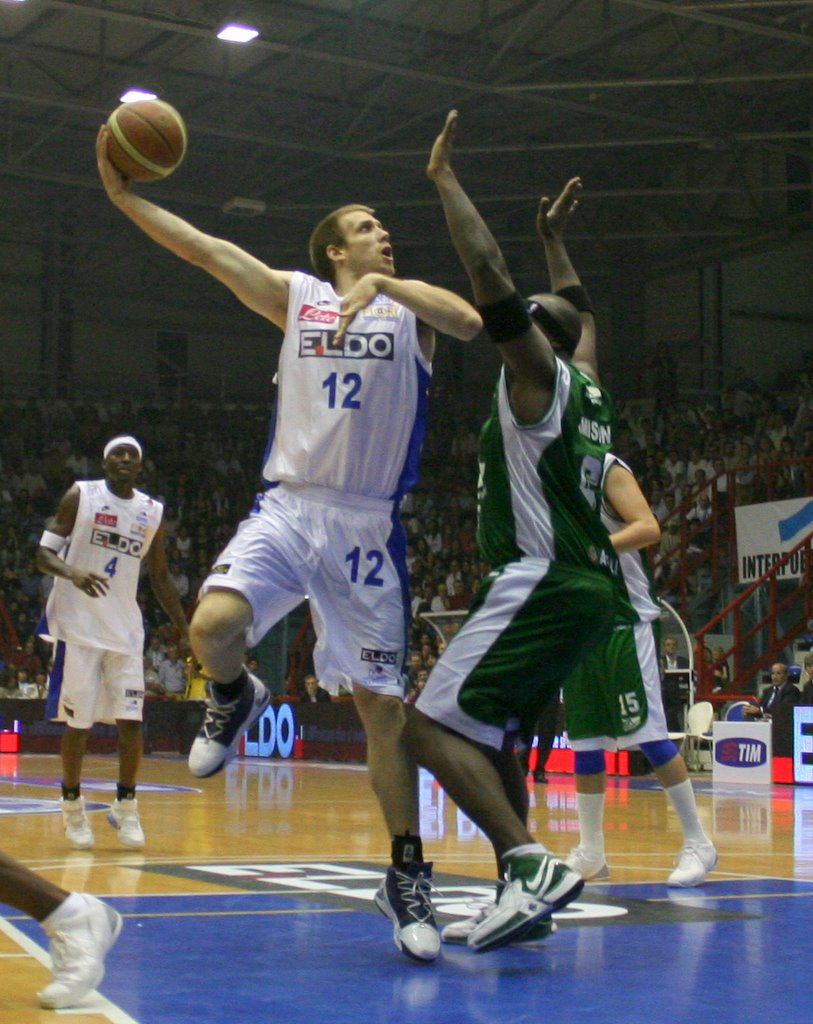
Mason Rocca, lanzando a canasta de gancho.

En baloncesto, un gancho es un lanzamiento a canasta en el cual el jugador, normalmente perpendicular al aro, lanza el balón suavemente con un movimiento de barrido de su brazo, creando un arco el cual termina por encima de su cabeza. El lanzamiento concluye con un movimiento de la muñeca y el balón se desliza sobre los dedos. A diferencia del tiro en suspensión, el lanzamiento se realiza con una sola mano. El otro brazo habitualmente se utiliza para proteger el brazo fuerte del defensor, y crear espacio para lanzar más cómodamente. Es un tipo de lanzamiento muy difícil de taponar, aunque también son pocos los jugadores profesionales que utilizan este complicado recurso.
Al parecer, el lanzamiento de gancho se realizó por primera vez en el Eurobasket 1937 por el lituano Pranas Talzūnas, miembro del equipo que acabaría como campeón. El antiguo Harlem Globetrotter Goose Tatum es a menudo considerado como el inventor de este tipo de lanzamiento. Los realizaba incluso sin mirar a canasta.
Este lanzamiento fue poco a poco ganando adeptos en la NBA, y grandes figuras como  George Mikan, Kareem Abdul-Jabbar, Magic Johnson o Yao Ming lo realizaban con frecuencia. En los últimos tiempos, es un recurso habitualmente empleado por Marc Gasol.

## Sky hook

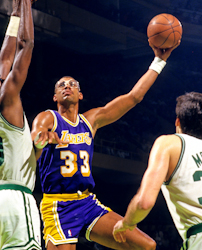
Abdul-Jabbar se dispone a realizar un sky hook.

El miembro del Basketball Hall of Fame George Mikan desarrolló un lanzamiento de gancho cuando jugaba en la Universidad DePaul en los años 40 que era capaz de ejecutar con cualquiera de sus manos, siendo una parte importante del éxito de los Blue Demons y posteriormente de los Minneapolis Lakers en la NBA.
Pero el gancho se convirtió en una marca registrada con la llegada de Kareem Abdul-Jabbar, el máximo anotador de la historia de la NBA, que era capaz de ejecutarlo a mucha mayor distancia que otros jugadores. Fue denominado «Sky Hook»(«gancho desde el cielo») en el cual aprovechaba toda su estatura y envergadura para sacar el balón con el brazo completamente estirado perpendicular a la canasta, lanzamiento que se producía prácticamente de arriba abajo, siendo por este motivo casi imposible de taponar. En toda su carrera han sido muy pocos los jugadores en lograrlo, entre los que se encuentran dos grandes leyendas como Wilt Chamberlain o Hakeem Olajuwon. Este lanzamiento contribuyó de manera decisiva a que su porcentaje de lanzamientos anotados fuera del 55,9%, el noveno más alto de la historia de la NBA.
Aprendió el movimiento ya en el colegio, en el quinto grado, y según él mismo decía, era el único lanzamiento que podía realizar sin ser golpeado en la cara. Años más tarde su compañero de equipo Magic Johnson comenzó a imitarle, con un lanzamiento que se popularizó con el nombre de Baby Hook o Junior Sky Hook.

## Jump hook
Debido al incremento de la potencia física de los jugadores al poste bajo, el jump hook o gancho en suspensión es cada vez más utilizado en esas posiciones cercanas al aro. Dos ejemplos son el ya retirado Shaquille O'Neal y Dwight Howard. A diferencia del gancho tradicional, que se realiza sobre el segundo paso de aproximación a canasta, éste se realiza mediante un salto en suspensión con los dos pies juntos. Fue un recurso ampliamente empleado por el que fuera número 1 del Draft de la NBA de 1962, Billy "The Hill" McGill, para el que era siempre su primera opción de lanzamiento a canasta.